# Ramanetaka
Ramanetaka (vers 1780 et mort en 1842) est un membre de la famille royale de Madagascar, devenu roi de l'île de Mohéli, dans l'archipel des Comores.

## Biographie
En 1828, alors gouverneur de Majunga, Ramanetaka échappe par la ruse au massacre des membres de la famille du roi de Madagascar.
Des commerçants lui conseillent de se rendre aux Comores, où il demande l'hospitalité au sultan d'Anjouan Abdallah II bin Alawi. Ramanetaka va alors semer le trouble dans les affaires d'Abdallah. Il refuse ainsi d'abandonner la traite négrière, compromettant les relations du sultan avec les Anglais. Profitant d'une absence d'Abdallah qui l'a sommé de quitter l'île, il va même réussir à se faire acclamer par les Anjouanais, contraignant son hôte à fuir momentanément vers le Mozambique.
Il se rend maitre de Mohéli en 1832. Converti à l'islam, il prend le nom d'Abderahmane. Quelques années plus tard, il saisit l'occasion de l'appel au secours de Boina Kombo bin Amadi, jeune sultan de Mayotte, qui se débat face à Andriantsoli, pour convaincre son ancien ennemi de lui prêter allégeance et arracher une lettre de donation de l'île à Boina Combo. Battu par Andriatsoli et Abdallah, qui lui reprennent Mayotte, il continue de nourrir des prétentions sur Anjouan.
En 1836, alors que Mohéli est assiégée de toutes parts par Abdallah, il s'illustre par un acte de cruauté : en pleine trêve de pourparlers, il profite d'une tempête qui a obligé ses ennemis à mettre pied à terre pour emprisonner et assassiner Boina Kombo, Abdallah et plusieurs de leurs proches.
Approché par la France, qui en fait son protégé et échafaude des plans pour le remettre en selle à Madagascar, il nourrit des rêves chimériques de trône dans son pays natal. Il meurt en 1842.